# تشارلز أوليفيرا
تشارلز أوليفيرا دا سيلفا (بالبرتغالية: Charles Oliveira da Silva؛ مواليد 17 أكتوبر 1989) هو مقاتل فنون قتالية مختلطة برازيلي، وممارس جيو جيتسو برازيلية حاصل على الحزام الأسود من الدرجة الرابعة. يُنافس أوليفيرا حاليًا في فئة الوزن الخفيف في يو إف سي، حيث كان بطل يو إف سي للوزن الخفيف السابق. اعتبارًا من 16 أبريل 2024، أصبح رقم 2 في تصنيفات يو إف سي للوزن الخفيف، واعتبارًا من 1 يوليو 2025، أصبح رقم 15 في تصنيفات يو إف سي لأفضل المقاتلين في جميع الأوزان.
بدأ أوليفيرا التدريب على جيو جيتسو البرازيلية في شبابه، وحقق العديد من ألقاب البطولات قبل الانتقال إلى فنون القتال المختلطة في عام 2007. يُنافس أوليفيرا حاليًا في فئة الوزن الخفيف في يو إف سي، حيث كان بطلًا سابقًا للوزن الخفيف في يو إف سي. يحمل أوليفيرا العديد من الأرقام القياسية في يو إف سي، وأبرزها أكثر مقاتل فاز بالإخضاع في تاريخ المنظمة بـ16 إخضاع، وأكثر من فاز بإنهاء الخصم (الإخضاع أو الضربة القاضية) بـ20 إنهاء، وأكثر من حصل على مكافآت ما بعد القتال بـ20 مكافأة.

## مسيرته في الجيو جيتسو البرازيلية
فاز أوليفيرا بأول بطولة للجيو جيتسو البرازيلية في عام 2003 كحزام أبيض، بطولة ولاية ساو باولو في قسم الناشئين. في عام 2004 فاز ببطولة ساو باولو مرة أخرى، وكوبا ناساو جيو جيتسو في عام 2005 وفاز في عام 2006 بما مجموعه 16 ميدالية. بحلول عام 2007، بدأ في توجيه حياته المهنية للتركيز على الفنون القتالية المختلطة. حصل على الحزام الأسود في الجيو جيتسو البرازيلية تحت تدريب إريكسون كاردوسو وخورخي «ماكاكو» باتينو في عام 2010.

## مسيرته في فنون القتال المختلطة

### بطولة القتال النهائي

#### 2010
في يناير 2010، تم اختيار أوليفيرا كثالث أفضل مقاتل برازيلي محتمل لمشاهدته في عام 2010، وفقًا لشيردوغ.

#### 2023
كان من المقرر أن يواجه أوليفيرا بينيل داريوش في 6 مايو 2023، في يو إف سي 288. ومع ذلك، تم إجبار أوليفيرا على الخروج من الحدث بسبب الإصابة وتم إلغاء النزال وتأجيله إلى يو إف سي 289. فاز بالنزال عن طريق الضربة الفنية القاضية في الجولة الأولى. كما أكسب الفوز أوليفيرا مكافأة أداء الليلة الثالثة عشرة له.
حُجز أوليفيرا لتحدي إسلام ماخاشيف في نزال العودة على لقب بطولة يو إف سي للوزن الخفيف في يو إف سي 294 في 21 أكتوبر 2023. ومع ذلك، أُجبر أوليفيرا على الانسحاب من الحدث بسبب الإصابات وحل محله ألكسندر فولكانوفسكي.

#### 2024
واجه أوليفيرا أرمان تساروكيان في 13 أبريل 2024 في يو إف سي 300. على الرغم من قيامه بمحاولتين للإخضاع، فقد خسر النزال عبر قرار القضاة المنقسم في نزال الفائز به سيُقاتل على لقب بطولة يو إف سي للوزن الخفيف.
واجه أوليفيرا بطل العالم السابق للوزن الخفيف ثلاث مرات في بيلاتور ومنافسه السابق على لقب بطولة يو إف سي للوزن الخفيف مايكل تشاندلر في نزال الإعادة من 5 جولات في 16 نوفمبر 2024 في حدث يو إف سي 309. فاز بالقتال بقرار القضاة بالإجماع. نال لهذا النزال مكافأة قتال الليلة مرة أخرى.

#### 2025
في 26 أبريل 2025، أُعلن أن أوليفيرا سيحصل على جائزة مجتمع فورست غريفين لعام 2025 عن معهده «ICBronxs» الذي يوفر للشباب المحلي تعليمًا مجانيًا وتدريبًا على الجيو جيتسو.
واجه أوليفيرا بطل يو إف سي لوزن الريشة السابق إيليا توبوريا على بطولة يو إف سي للوزن الخفيف الشاغر في 28 يونيو 2025 في يو إف سي 317. خسر القتال بالضربة القاضية في الجولة الأولى.

## حياته الشخصية
أوليفيرا وزوجته لديهما ابنة، ولدت عام 2017. وهو يقيم في غواروجا، ويعيش بالقرب من حيه القديم في فيسينتي دي كارفالو، ويساعد الحي الذي يسكن فيه بأعمال خيرية منتظمة. وهو مسيحي. كان أوليفيرا سابقًا يعاني من قصر في النظر، وكان يرتدي النظارات طوال الوقت. عند اضطراره إلى إزالتها للقتال، قال: «إذا نزعت نظارتي، أرى 50% فقط ولكن ذلك لم يعيقني أبدًا في القتال»، «أرى ثلاثة [وجوه]. إذا أصبت بالوجه الأوسط، هذا جيّد». في أكتوبر 2022، قال أوليفيرا إن عينيه «مثالية بنسبة 100%» بعد أن خضع لجراحة تصحيحية في العين.
في فبراير 2023، أعلن أوليفيرا أنه سينضم إلى أونلي فانز خدمة تقديم الخدمة على حساب لمعجبيه، حيث شارك التدريبات الخاص به من بين محتويات أخرى.

## سجل فنون القتال المختلطة
| السجل المهني |        |          |
| 47 نزال      | 35 فوز | 11 خسارة |
| ضربة قاضية   | 10     | 5        |
| إخضاع        | 21     | 4        |
| قرار القضاة  | 4      | 2        |
| بدون قرار    | 1      | 1        |

| النتيجة | السجل     | الخصم            | الطريقة                           | الحدث                                                          | التاريخ        | الجولة | الوقت | المكان                                     | الملاحظات |
| ------- | --------- | ---------------- | --------------------------------- | -------------------------------------------------------------- | -------------- | ------ | ----- | ------------------------------------------ | --- |
| خسر     | 35–11 (1) | إيليا توبوريا    | ضربة قاضية (باللكمات)             | يو إف سي 317                                                   | 28 يونيو 2025  | 1      | 2:27  | لاس فيغاس، نيفادا، الولايات المتحدة        | على لقب بطولة يو إف سي للوزن الخفيف الشاغر. |
| فاز     | 35–10 (1) | مايكل تشاندلر    | قرار القضاة (بالإجماع)            | يو إف سي 309                                                   | 16 نوفمبر 2024 | 5      | 5:00  | مدينة نيويورك، نيويورك، الولايات المتحدة   | قتال الليلة. |
| خسر     | 34–10 (1) | أرمان تساروكيان  | قرار الحكام (بالانقسام)           | يو إف سي 300                                                   | 13 أبريل 2024  | 3      | 5:00  | لاس فيغاس، نيفادا، الولايات المتحدة        | الفائز سيُقاتل على لقب بطولة يو إف سي للوزن الخفيف. |
| فاز     | 34–9 (1)  | بينيل داريوش     | ضربة فنية قاضية (باللكمات)        | يو إف سي 289                                                   | 10 يونيو 2023  | 1      | 4:10  | فانكوفر، كولومبيا البريطانية، كندا         | مدد رقمه القياسي كأكثر مقاتل أنهى خصومه (20). أداء الليلة. |
| خسر     | 33–9 (1)  | إسلام ماخاشيف    | إخضاع (خنق مثلث الذراع)           | يو إف سي 280                                                   | 22 أكتوبر 2022 | 2      | 3:16  | أبو ظبي، الإمارات العربية المتحدة          | على لقب بطولة يو إف سي للوزن الخفيف الشاغر. |
| فاز     | 33–8 (1)  | جاستن غيثي       | إخضاع (خنق خلفي عاري)             | يو إف سي 274                                                   | 7 مايو 2022    | 1      | 3:22  | فينيكس، أريزونا، الولايات المتحدة          | أخفق أوليفيرا بالوزن (155.5 رطلاً) وتم تجريده من لقب بطولة يو إف سي للوزن الخفيف. فقط غيثي كان مؤهلا للفوز باللقب. مدد رقمه القياسي كأكثر مقاتل أنهى خصومه (16). |
| فاز     | 32–8 (1)  | داستن بورييه     | إخضاع (خنق خلفي عاري)             | يو إف سي 269                                                   | 11 ديسمبر 2021 | 3      | 1:02  | لاس فيغاس، نيفادا، الولايات المتحدة        | دافع عن بطولة يو إف سي للوزن الخفيف. أداء الليلة. |
| فاز     | 31–8 (1)  | مايكل تشاندلر    | ضربة فنية قاضية (باللكمات)        | يو إف سي 262                                                   | 15 مايو 2021   | 2      | 0:19  | هيوستن، تيكساس، الولايات المتحدة           | فاز ببطولة يو إف سي للوزن الخفيف الشاغرة. كسر الرقم القياسي كأكثر من أنهى خصومه في يو إف سي (17). أداء الليلة.                                                  |
| فاز     | 30–8 (1)  | توني فيرغسون     | قرار الحكام (بالإجماع)            | يو إف سي 256                                                   | 12 ديسمبر 2020 | 3      | 5:00  | لاس فيغاس، نيفادا، الولايات المتحدة        | |
| فاز     | 29–8 (1)  | كيفن لي          | إخضاع (خنق المقصلة)               | يو إف سي ليلة القتال: لي ضد أوليفيرا                           | 14 مارس 2020   | 3      | 0:28  | برازيليا، البرازيل                         | نزال في الوزن غير المُحدد (158.5 رطل)؛ لي أخفق في الوزن. أداء الليلة.                                                                                            |
| فاز     | 28–8 (1)  | جارد غوردون      | ضربة قاضية (باللكمات)             | يو إف سي ليلة القتال: بلاهوفيتش ضد جاكاري                      | 16 نوفمبر 2019 | 1      | 1:26  | ساو باولو، البرازيل                        | أداء الليلة |
| فاز     | 27–8 (1)  | نيك لينتز        | ضربة فنية قاضية (باللكمات)        | يو إف سي ليلة القتال: دوس أنجوس ضد لي                          | 18 مايو 2019   | 2      | 2:11  | روتشستر، نيويورك، الولايات المتحدة         | |
| فاز     | 26–8 (1)  | ديفيد تيمور      | إخضاع (خنق أناكوندا)              | يو إف سي ليلة القتال: أسونساو ضد مورايس 2                      | 2 فبراير 2019  | 2      | 0:55  | فورتاليزا، البرازيل                        | أداء الليلة |
| فاز     | 25–8 (1)  | جيم ميلر         | إخضاع (خنق خلفي عاري)             | يو إف سي على فوكس: لي ضد ياكوينتا 2                            | 15 ديسمبر 2018 | 1      | 1:15  | ميلووكي، ويسكونسن، الولايات المتحدة        | أداء الليلة |
| فاز     | 24–8 (1)  | كريستوس جياجوس   | إخضاع (خنق خلفي عاري)             | يو إف سي ليلة القتال: سانتوس ضد أندرس                          | 22 سبتمبر 2018 | 2      | 3:22  | ساو باولو، البرازيل                        | كسر الرقم القياسي في عدد الإخضاعات في يو إف سي (11). أداء الليلة.                                                                                               |
| فاز     | 23–8 (1)  | كلاي غويدا       | إخضاع (خنق المقصلة)               | يو إف سي 225                                                   | 9 يونيو 2018   | 1      | 2:18  | شيكاغو، إلينوي، الولايات المتحدة           | أداء الليلة |
| خسر     | 22–8 (1)  | باول فيلدر       | ضربة فنية قاضية (بالمرفقين)       | يو إف سي 218                                                   | 2 ديسمبر 2017  | 2      | 4:06  | ديترويت، ميشيغان، الولايات المتحدة         | |
| فاز     | 22–7 (1)  | ويل بروكس        | إخضاع (خنق خلفي عاري)             | يو إف سي 210                                                   | 8 أبريل 2017   | 1      | 2:30  | بوفالو، نيويورك، الولايات المتحدة          | العودة إلى الوزن الخفيف. أداء الليلة. |
| خسر     | 21–7 (1)  | ريكاردو لاماس    | إخضاع (خنق المقصلة)               | نهائي المقاتل النهائي أمريكا اللاتينية 3: دوس أنجوس ضد فيرغسون | 5 نوفمبر 2016  | 2      | 2:13  | مدينة مكسيكو، المكسيك                      | نزال في الوزن غير المُحدد (155 رطل)؛ أوليفيرا أخفق في الوزن. |
| خسر     | 21–6 (1)  | أنطوني باتيس     | إخضاع (خنق المقصلة)               | يو إف سي على فوكس: مايا ضد كونديت                              | 27 أغسطس 2016  | 3      | 1:49  | فانكوفر، كولومبيا البريطانية، كندا         | |
| فاز     | 21–5 (1)  | مايلز جوري       | إخضاع (خنق المقصلة)               | يو إف سي على فوكس: دوس أنجوس ضد كاوبوي 2                       | 19 ديسمبر 2015 | 1      | 3:05  | أورلاندو، فلوريدا، الولايات المتحدة        | نزال في الوزن غير المُحدد (150.5 رطل)؛ أوليفيرا أخفق في الوزن.                                                                                                   |
| خسر     | 20–5 (1)  | ماكس هولواي      | ضربة فنية قاضية (إصابة بالمريء)   | يو إف سي ليلة القتال: هولواي ضد أوليفيرا                       | 23 أغسطس 2015  | 1      | 1:39  | ساسكاتون، ساسكاتشوان، كندا                 | |
| فاز     | 20–4 (1)  | نيك لينتز        | إخضاع (خنق المقصلة)               | يو إف سي ليلة القتال: كونديت ضد ألفيس                          | 30 مايو 2015   | 3      | 1:10  | غويانيا، البرازيل                          | أداء الليلة. نزال الليلة. |
| فاز     | 19–4 (1)  | جيريمي ستيفنز    | قرار الحكام (بالإجماع)            | المقاتل النهائي: نهائي البطل الذي سيتم تتويجه                  | 12 ديسمبر 2014 | 3      | 5:00  | لاس فيغاس، نيفادا، الولايات المتحدة        | نزال في الوزن غير المُحدد (146.5 رطل)؛ أوليفيرا أخفق في الوزن.                                                                                                   |
| فاز     | 18–4 (1)  | هاتسو هيوكي      | إخضاع (خنق أناكوندا)              | يو إف سي ليلة القتال: تي هونا ضد ماركوارت                      | 28 يونيو 2014  | 2      | 4:28  | أوكلاند، نيوزيلندا                         | أداء الليلة |
| فاز     | 17–4 (1)  | آندي أوجل        | إخضاع (خنف المثلث)                | يو إف سي ليلة القتال: ماتشيدا ضد موساوي                        | 15 فبراير 2014 | 3      | 2:40  | خاراغوا دو سول، البرازيل                   | أداء الليلة |
| خسر     | 16–4 (1)  | فرانكي إدغار     | قرار الحكام (بالإجماع)            | يو إف سي 162                                                   | 6 يوليو 2013   | 3      | 5:00  | لاس فيغاس، نيفادا، الولايات المتحدة        | نزال الليلة. |
| خسر     | 16–3 (1)  | كوب سوانسون      | ضربة قاضية (باللكمة)              | يو إف سي 152                                                   | 22 سبتمبر 2012 | 1      | 2:40  | تورونتو، أونتاريو، كندا                    | نزال في الوزن غير المُحدد (146.2 رطل)؛ أوليفيرا أخفق في الوزن.                                                                                                   |
| فاز     | 16–2 (1)  | جوناثان بروكينز  | إخضاع (خنق المقصلة)               | نهائي المقاتل النهائي: مباشر                                   | 1 يونيو 2012   | 2      | 2:42  | لاس فيغاس، نيفادا، الولايات المتحدة        | |
| فاز     | 15–2 (1)  | إريك وايزلي      | إخضاع (كالف سليسر)                | يو إف سي على فوكس: إيفانز ضد دايفز                             | 28 يناير 2012  | 1      | 1:43  | شيكاغو، إلينوي، الولايات المتحدة           | الظهور الأول في وزن الريشة. إخضاع الليلة. |
| خسر     | 14–2 (1)  | دونالد سيروني    | ضربة فنية قاضية (باللكمات)        | يو إف سي لايف: هاردي ضد ليتل                                   | 14 أغسطس 2011  | 1      | 3:01  | ميلووكي، ويسكونسن، الولايات المتحدة        | |
| ب.ف     | 14–1 (1)  | نيك لينتز        | ب.ف (ركبة غير شرعية)              | يو إف سي لايف: كونغو ضد باري                                   | 26 يونيو 2011  | 2      | 1:48  | بيتسبرغ، بنسيلفانيا، الولايات المتحدة      | في الأصل فوز بالإخضاع (خنق خلفي) لأوليفيرا؛ انقلبت إلى بدون فائز بسبب الركبة الغير مشروعة. نزال الليلة.                                                         |
| خسر     | 14–1      | جيم ميلر         | إخضاع (الركبة)                    | يو إف سي 124                                                   | 11 ديسمبر 2010 | 1      | 1:59  | مونتريال، كيبك، كندا                       | |
| فاز     | 14–0      | إفرين اسكوديرو   | إخضاع (خنق خلفي عاري)             | يو إف سي ليلة القتال: ماركوارت ضد بالهاريس                     | 15 سبتمبر 2010 | 3      | 2:25  | أوستن، تكساس، الولايات المتحدة             | وزن غير مُحدد (159 رطل)؛ أسكوديرو أخفق بالوزن. إخضاع الليلة. |
| فاز     | 13–0      | دارين إلكنز      | إخضاع (الذراع)                    | يو إف سي لايف: جونز ضد ماتيوشينكو                              | 1 أغسطس 2010   | 1      | 0:41  | سان دييغو، كاليفورنيا، الولايات المتحدة    | إخضاع الليلة. |
| فاز     | 12–0      | دييغو باتاغليا   | ضربة قاضية (سلام)                 | تحدي المحاربين 5                                               | 14 فبراير 2010 | 1      | N/A   | بورتو بيلو، البرازيل                       | |
| فاز     | 11–0      | روزنيلدو روشا    | إخضاع (خنق خلفي عاري)             | تحدي المحاربين 5                                               | 14 فبراير 2010 | 1      | 1:21  | بورتو بيلو، البرازيل                       | |
| فاز     | 10–0      | إدواردو باتشو    | قرار الحكام (بالانقسام)           | بطولة النسر القتالية                                           | 26 سبتمبر 2009 | 3      | 5:00  | ساو باولو، البرازيل                        | |
| فاز     | 9–0       | ألكسندر بيزيرا   | إخضاع (خنق أناكوندا)              | فيرست كلاس فايت 3                                              | 18 سبتمبر 2009 | 2      | 1:11  | ساو باولو، البرازيل                        | |
| فاز     | 8–0       | دوم ستانكو       | إخضاع (خنق خلفي عاري)             | حلقة القتال 24                                                 | 17 أبريل 2009  | 1      | 3:33  | أتلانتيك سيتي، نيو جيرسي، الولايات المتحدة | |
| فاز     | 7–0       | كارلوس سواريس    | إخضاع (مثلث الذراع)               | قتال الغابة 12: المحاربين 2                                    | 21 مارس 2009   | 1      | 2:48  | ريو دي جانيرو، البرازيل                    | |
| فاز     | 6–0       | إلياني سيلفا     | ضربة فنية قاضية (الركبة واللكمات) | قتال كوريا 1                                                   | 29 ديسمبر 2008 | 2      | غ/م   | ساو باولو، البرازيل                        | |
| فاز     | 5–0       | دانيال فرنانديز  | ضربة قاضية                        | قتال كوريا 1                                                   | 29 ديسمبر 2008 | غ/م    | غ/م   | ساو باولو، البرازيل                        | |
| فاز     | 4–0       | مهدي بغداد       | ضربة فنية قاضية (باللكمات)        | كاواي أرينا 1                                                  | 13 ديسمبر 2008 | 1      | 1:01  | ساو باولو، البرازيل                        | الظهور الأول في الوزن الخفيف. |
| فاز     | 3–0       | دييجو براغا      | ضربة فنية قاضية (باللكمات)        | بريدادور إف سي 9: سباق الجائزة الكبرى في وزن الوسط             | 15 مارس 2008   | 1      | 2:30  | ساو باولو، البرازيل                        | فاز ببطولة بي إف سي سباق الجائزة الكبرى للوزن الثقيل ربع النهائي.                                                                                               |
| فاز     | 2–0       | فيسكاردي أندرادي | ضربة فنية قاضية (باللكمات)        | بريدادور إف سي 9: سباق الجائزة الكبرى في وزن الوسط             | 15 مارس 2008   | 2      | 2:47  | ساو باولو، البرازيل                        | بي إف سي سباق الجائزة الكبرى للوزن الثقيل نصف النهائي. |
| فاز     | 1–0       | جاكسون بونتيس    | إخضاع (خنق خلفي عاري)             | بريدادور إف سي 9: سباق الجائزة الكبرى في وزن الوسط             | 15 مارس 2008   | 1      | 2:11  | ساو باولو، البرازيل                        | بي إف سي سباق الجائزة الكبرى للوزن الثقيل ربع النهائي. |

### سجل فنون القتال المختلطة
| سجل الهواة |       |       |
| 1 نزال     | 1 فاز | 0 خسر |
| إخضاع      | 1     | 0     |

| النتيجة | السجل | الخصم       | الطريقة        | الحدث                         | التاريخ       | الجولة | الوقت | المكان                  | الملاحظات |
| ------- | ----- | ----------- | -------------- | ----------------------------- | ------------- | ------ | ----- | ----------------------- | --------- |
| فاز     | 1–0   | روي ماتشادو | إخضاع (الذراع) | حلبة فالي تودو الوطنية للهواة | 3 نوفمبر 2007 | 1      | 0:15  | ريو دي جانيرو، البرازيل |           |

## نزالات الدفع مقابل المشاهدة
| #  | الحدث        | النزال              | التاريخ        | المكان          | المدينة                             | المبلغ  |
| -- | ------------ | ------------------- | -------------- | --------------- | ----------------------------------- | ------- |
| 1. | يو إف سي 262 | أوليفيرا ضد تشاندلر | 15 مايو 2021   | تويوتا سنتر     | هيوستن، تكساس، الولايات المتحدة     | 300،000 |
| 2. | يو إف سي 269 | أوليفيرا ضد بورييه  | 11 ديسمبر 2021 | تي موبايل أرينا | لاس فيغاس، نيفادا، الولايات المتحدة | 500،000 |
| 3. | يو إف سي 274 | أوليفيرا ضد غيثي    | 7 مايو 2022    | فوت برنت سنتر   | فينيكس، أريزونا، الولايات المتحدة   | 400،000 |
| 4. | يو إف سي 280 | أوليفيرا ضد ماخاشيف | 22 أكتوبر 2022 | اتحاد أرينا     | أبو ظبي، الامارات العربية المتحدة   | 650،000 |
| 5. | يو إف سي 317 | توبوريا ضد أوليفيرا | 28 يونيو 2025  | تي موبايل أرينا | لاس فيغاس، نيفادا، الولايات المتحدة | لم يُكشف |

## الملاحظات
1. 1 2  تحت تدريب إريكسون كاردوسو وخورخي باتينو[5][6]

## وصلات خارجية
- تشارلز أوليفيرا على موقع يو إف سي (الإنجليزية)
- تشارلز أوليفيرا على موقع شيردوغ (الإنجليزية)
- تشارلز أوليفيرا على موقع IMDb (الإنجليزية)

| الإنجازات                | الإنجازات                                                                                          | الإنجازات                          |
| ------------------------ | -------------------------------------------------------------------------------------------------- | ---------------------------------- |
| سبقه حبيب نورمحمدوف شاغر | بطل يو إف سي للوزن الخفيف الحادي عشر 15 مايو 2021 – 6 مايو 2022 تشارلز أوليفيرا تم تجريده من اللقب | شاغرحامل اللقب التاليإسلام ماخاشيف |